# Die alte Kirchenglocke
Die alte Kirchenglocke (dänisch Den gamle Kirkeklokke) ist ein Kunstmärchen von Hans Christian Andersen.

## Inhalt
In der schwäbischen Kleinstadt Marbach am Neckar bewohnt eine brave Familie ein kleines ärmliches Haus. Obwohl die Frau nicht mehr die Jüngste ist, sollte sie nochmals Mutter werden. Als bei ihr die Wehen einsetzen, hört sie vom nahen Kirchturm die Glocke läuten, und just in diesem Augenblick kommt das Kind zur Welt. Der Vater vermerkt in der Familienbibel: Den 10. November 1759 schenkte Gott uns einen Sohn. Bei der Taufe erhält er die Vornamen Johann Christoph Friedrich.
Jahre später zieht die Familie in eine andere Stadt. Als die Mutter mit ihrem Sohn wieder einmal nach Marbach zurückkehrt, um dort Verwandte zu besuchen, kommen die beiden am Kirchhof vorbei. An der Mauer sehen sie die alte Glocke liegen. In einer stürmischen Nacht war sie vom Kirchturm gefallen und so beschädigt worden, dass sie nicht mehr klingen kann. Inzwischen ist sie auch schon durch eine neue ersetzt worden. Die Mutter nimmt dies zum Anlass, ihrem Sohn zu erzählen, wie eine Glocke das ganze Leben begleitet: Sie läutet bei Taufen, bei Hochzeiten und bei Beerdigungen.
Der Junge wächst heran und erhält eine gute Ausbildung bei der herzoglichen Militärakademie. Mit dem dort herrschenden militärische Drill kann er sich jedoch nicht anfreunden. Als er die Gelegenheit gekommen sieht, flieht er ins Ausland, zuerst in die Kurpfalz und später nach Weimar.
Viele Jahrzehnte später erhält ein dänischer Bildhauer aus Deutschland den Auftrag, eine Statue des berühmtesten Sohnes der Stadt Marbach zu schaffen. Das Metall dazu stammt von jener Glocke, die als Schrott verkauft und danach eingeschmolzen worden war.
In Stuttgart wehen die Fahnen von Türmen und Dächern. Alle Kirchenglocken läuten zu einem festlichen Anlass. Nur eine Glocke bleibt stumm. Dafür leuchtet sie im Schein der Sonne vom Kopf und von der Brust der Statue, die auf dem Platz vor dem Schloss aufgestellt wurde und heute eingeweiht werden soll. Die Statue ziert jenen Mann, der vor hundert Jahren in Marbach geboren worden war: Johann Christoph Friedrich Schiller.

## Entstehung
Im Jahr 1860 weilte der dänische Märchendichter Hans Christian Andersen auf Einladung des Verlegers Carl Hoffmann ein paar Tage in Stuttgart. Als die beiden Männer bei einem Glas Württembergischer Champagner zusammensaßen, bat Hoffmann den Dichter, ihm ein Märchen zu liefern, das noch nirgendwo veröffentlicht worden sei. Das Honorar dafür könne er selbst festlegen. So kam es, dass ein Jahr später im Schiller-Album der Allgemeinen deutschen National-Lotterie zum Besten der Schiller- und Tiedge-Stiftungen das Märchen von der alten Kirchenglocke zum ersten Mal – in deutscher Sprache – veröffentlicht wurde.

## Der wahre Kern

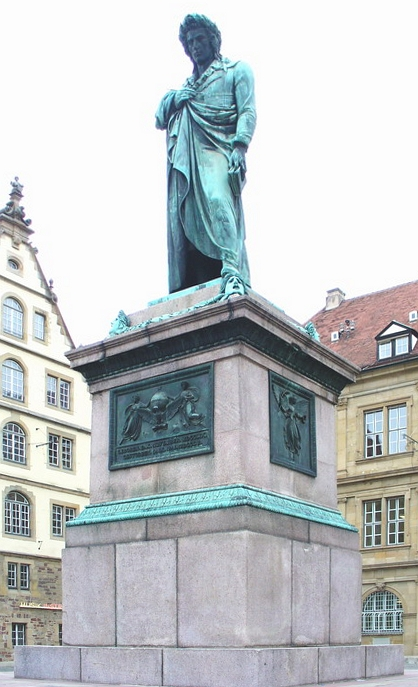
Schillerdenkmal
von Bertel Thorwaldsen
in Stuttgart

Auch wenn Andersen seine Geschichte als Märchen bezeichnete, enthält sie doch viele historische Tatsachen: Der aufmerksame Leser registriert schon nach wenigen Sätzen, dass Friedrich Schiller der Protagonist des Geschehens ist, auch wenn Andersen seinen vollständigen Namen erst am Ende verrät. Entsprechend dem Titel des Märchens sind darin zahlreiche Anspielungen auf Das Lied von der Glocke enthalten. Mit dem Bildhauer meint Andersen seinen Landsmann Bertel Thorwaldsen, der auch in Wirklichkeit der Schöpfer des Schillerdenkmals ist, das auf dem alten Schlossplatz in Stuttgart, dem heutigen Schillerplatz, errichtet wurde.